# 근해채낚기어업
근해채낚기어업은 어업허가를 받은 1척의 어선으로 낚싯줄 한 가닥에 낚시 1개 또는 여러 개를 단 어구를 이용하여 낚시가 달린 줄을 낚싯대, 자동조획기, 수동조획기 등을 이용하여 수산동물을 낚거나 채어서 잡는 어업이다. 집어등, 물돛(Sea-anchor)을 사용하기도 한다.

## 어선 규모
근해채낚기어선은 8톤이상 90톤미만이며, 100톤급 어선의 경우 자동조획기 20~25대를 사용한다. 2009년 12월말 현재 근해채낚기어선은 513척이다.

## 기관 마력별 선원수
근해채낚기어선의 엔진은 척당 평균 432마력이다. 20~30톤급 어선은 10~15명 내외, 80~120톤급 어선은 15~20명 내외, 150~200톤급 어선은 20~25명 내외의 선원이 승선한다.

## 조업 시기
근해채낚기어업은 2~6월에 쓰시마섬 주변 해역, 7~9월에 울릉도 ~ 대화퇴 해역과 덕적도 ~ 가거도 해역, 10~12월에는 동해안에서 이루어진다.

## 대상 어종
근해채낚기어업의 대상어종은 오징어, 복어, 갈치 등이다.